# Gary Neville
Gary Neville (Bury, 18. veljače 1975.) je nogometni trener i umirovljeni nogometaš. Igrao je cijelu nogometnu karijeru samo za jedan klub, Manchester United. Od prosinca 2015. do ožujka 2016. godine je Neville bio trener Valencije. Prije Valencije je bio pomoćni trener u engleskoj nogometnoj reprezentaciji. Njegov mlađi brat Phil Neville je također umirovljeni nogometaš.